# Scelio furcatus
Scelio furcatus är en stekelart som beskrevs av Jean-Jacques Kieffer 1909. Scelio furcatus ingår i släktet Scelio och familjen Scelionidae. Inga underarter finns listade i Catalogue of Life.